# بيت القرمانى (أرحب)

تعديل مصدري - تعديل

بيت القرمانى هي إحدى قرى عزلة شاكر بمديرية أرحب التابعة لمحافظة صنعاء، بلغ تعداد سكانها 157 نسمة حسب تعداد اليمن لعام 2004.